# 라민 자와디
라민 자와디(Ramin Djawadi, 1974년 7월 19일 ~ )는 이란계 독일인 작곡가이다.
버클리 음악 대학 영화 음악 작곡학과를 수석으로 졸업한 한스 짐머 사단의 일원이다. HBO의 인기 TV 시리즈인 왕좌의 게임의 작곡가로 가장 잘 알려져 있지만 타이탄의 멸망, 퍼시픽 림, 워크래프트: 전쟁의 서막의 OST도 작곡했으며, 2008년에 개봉한 마블의 역사상 걸작으로 남게 된 영화 아이언맨 1의 작곡가로 활동하기도 했다.

## 내력
현재까지 100여편에 달하는 영화와 TV시리즈의 배경음악을 작곡했다.
왕좌의 게임 음악은 2018년과 2019년 두 차례 에미상을 수상했다.

## 영화 OST
| 연도 | 제목                             | 원제                    | 감독               |
| ---- | -------------------------------- | ----------------------- | ------------------ |
| 2022 | 언차티드 (영화)                  | Uncharted               | 루빈 플라이셔      |
| 2021 | 이터널스 (영화)                  | The Eternals            | 클로이 자오        |
| 2021 | 레미니센스                       | Reminiscence            | 리사 조이          |
| 2019 | 프린스 코기                      | The Queen's Corgi       | 벤 스타센          |
| 2018 | 슬렌더맨 (영화)                  | Slender Man             | 실베인 화이트      |
| 2018 | 시간의 주름 (영화)               | A Wrinkle in Time       | 에이바 듀버네이    |
| 2017 | 우리 사이의 거대한 산            | The Mountain Between Us | 하니 아부아사드    |
| 2016 | 워크래프트: 전쟁의 서막          | Warcraft                | 덩컨 존스          |
| 2016 | 그레이트 월 (영화)               | The Great Wall          | 장이머우           |
| 2016 | 로빈슨 크루소 (2016년 영화)      | Robinson Crusoe         | 벤 스타센          |
| 2014 | 드라큘라: 전설의 시작            | Dracula Untold          | 게리 쇼어          |
| 2013 | 썬더와 마법저택                  | The House of Magic      | 제레미 드그루손    |
| 2013 | 퍼시픽 림                        | Pacific Rim             | 기예르모 델 토로   |
| 2012 | 새미의 어드벤쳐 2                | Sammy 2                 | 벤 스타센          |
| 2012 | 레드 던 (2012년 영화)            | Red Dawn                | 댄 브래들리        |
| 2012 | 세이프 하우스                    | Safe House              | 다니엘 에스피노사  |
| 2010 | 타이탄 (영화)                    | Clash of the Titans     | 루이 르테리에      |
| 2008 | 아이언맨 (영화)                  | Iron Man                | 존 패브로          |
| 2008 | 플라이 미 투 더 문 (2008년 영화) | Fly Me to the Moon      | 벤 스테이센        |
| 2007 | 미스터 브룩스                    | Mr. Brooks              | 브루스 A. 에반스   |
| 2006 | 부그와 엘리엇                    | Open Season             | 로저 알러스        |
| 2005 | 마스크 2 - 마스크의 아들         | Son Of The Mask         | 로렌스 구터먼      |
| 2004 | 블레이드 3                       | Blade: Trinity          | 데이비드 S. 고이어 |
| 2003 | 비트 더 드럼                     | Beat The Drum           | 데이빗 힉슨        |

## 드라마 OST
- 웨스트월드 (드라마)
- 왕좌의 게임 (드라마)
- 프리즌 브레이크
- 퍼슨 오브 인터레스트
- 플래시포워드 (드라마)
- 블레이드 (드라마)

## 게임 OST
- 메달 오브 아너: 워파이터
- 메달 오브 아너 (2010년 비디오 게임)
- 기어스 5
- 시프트 2: 언리쉬드